# Амадей II
Амадей II (італ. Amedeo II; бл. 1050– 26 січня 1080) — 5-й граф Мор'єнна, Аости, Савоенс (Савої) в 1078—1080 роках.

## Життєпис
Походив з Савойського дому. Другий син Оттона I, графа Мор'єнна, Аости, Савоенс (Савої), та Аделаїди Туринської. Народився близько 1050 року. Після смерті батька 1060 року опікунство над ним взяла його мати. Вперше відомий своєю обітницею вирушити у хрестовий похід, яку дав між 1070 і 1073 роками.
1077 року разом зі старшим братом П'єтро I, графом Савої, матір'ю приймав в родинному замку Шамбле свою сестру Берту разом з чоловіком — імператором Генріхом IV. Потім разом з матір'ю супроводжував останнього до Каносси, де той мав зустрітися з папою римським.
1078 року після смерті брата успадкував Савойське графство. У боротьбі за інвеституру між імператором і Папським престолом зберігав нейтралітет. Помер 1080 року в Турині. Йому спадкував син Гумберт II.

## Родина
Дружина — Жанна, донька Жеро, графа Женеви
Діти:
- Аделаїда, дружина Манассії II, сеньйора Коліньї
- Ауксілла, дружина Гумберта II, сеньйора Боже
- Гумберт (1072—1103), 6-й граф Мор'єнна
- Констанція, дружина Оттона II Алерамічі, маркграфа Монферрата